# Air Alun
Air Alun is een bestuurslaag in het regentschap Ogan Komering Ulu Selatan van de provincie Zuid-Sumatra, Indonesië. Air Alun telt 870 inwoners (volkstelling 2010).